# Skalice nad Svitavou

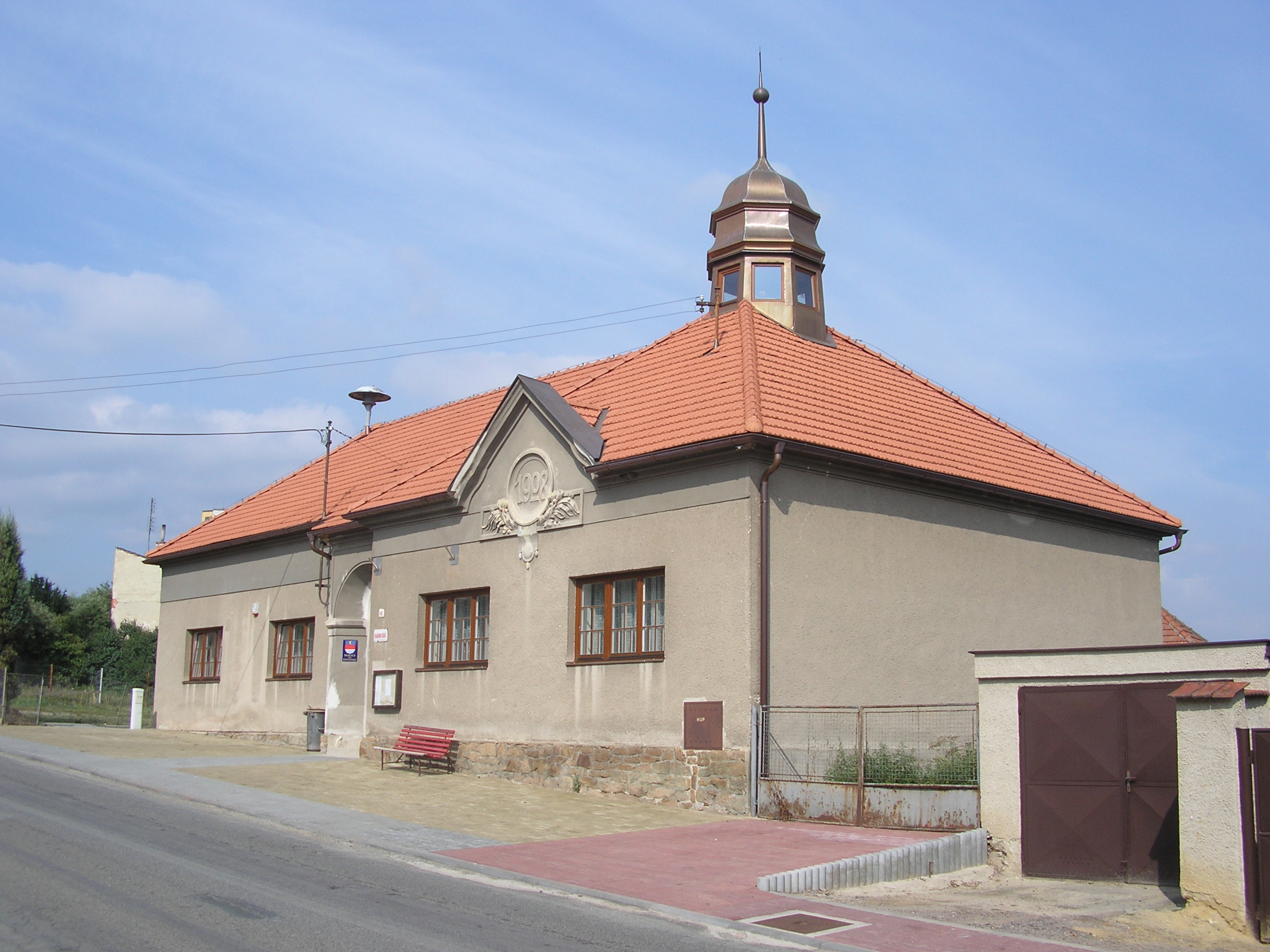
Gemeindeamt

Skalice nad Svitavou (deutsch Skalitz an der Zwittawa) ist eine Gemeinde in Tschechien. Sie liegt vier Kilometer westlich von Boskovice und gehört zum Okres Blansko.

## Geographie
Skalice nad Svitavou befindet sich am westlichen Fuße des Drahaner Berglandes in der Boskowitzer Furche. Das Dorf erstreckt sich rechtsseitig der Svitava an der Einmündung der Bäche Výpustek und Úmoří. Südöstlich von Skalice mündet die Bělá in die Svitava. Im Nordosten erhebt sich der Habří (451 m), östlich die Rovná (446 m), im Südosten die Faberka (445 m), südlich der Na Kamencích (428 m), im Westen die Hůry (470 m) und der Chlum (511 m) sowie nordwestlich die Podsedky (421 m). Westlich des Ortes verläuft die Staatsstraße I/43/E461; sie kreuzt hier die Dämme der unvollendeten Reichsautobahn Wien-Breslau, auf denen nördlich von Skalice die Straße I/150 nach Boskovice führt.
Nachbarorte sind Vaculka und Svitávka im Norden, Chrudichromy, Mladkov und Boskovice im Nordosten, Pilský Dvůr im Osten, Újezd u Boskovic und Lhota Rapotina im Südosten, Jabloňany und Krhov im Süden, Lysice und Drnovice im Südwesten, Voděrady im Westen sowie Sebranice im Nordwesten.

## Geschichte
Archäologische Funde belegen eine Besiedlung des Gemeindegebietes seit der Altsteinzeit. Diese wurde 1979 bei Schachtarbeiten für den Neubau eines landwirtschaftlichen Betriebes entdeckt; sie bestand bis zum 7. Jahrhundert v. Chr. Die erste schriftliche Erwähnung des zum Gau Úsobrno gehörigen Ortes erfolgte im Jahre 1228 als Besitz des Priorats Velké Opatovice. Zwischen 1341 und 1348 wurde Ješek von Doubravice auf Skalice als Besitzer des Ortes genannt. 1505 erwarben Ladislav Velen von Boskowitz und seine Frau Magdalena von Dubá und Lipá die Güter und schlossen sie an die Herrschaft Boskovice an. 1547 verkauften die Boskowitzer die Herrschaft an Simon Eder von Sstiawnicz (Šimon Eder ze Štiavnice). 1569 erwarb das Geschlecht von Zástřizl die Güter. Nachdem die Herren von Zástřízl im Mannesstamme ausgestorben waren, verkaufte Susanne von Zástřízl die Herrschaft Boskowitz 1689 an Walther Graf von Dietrichstein. 1730 entstand westlich des Dorfes die Kaiserstraße von Brünn nach Böhmen, auf deren Trasse heute die Staatsstraße I/43 verläuft. Zwischen 1843 und 1848 errichtete der Staat entlang der Svitava am östlichen Ortsrand die Eisenbahnstrecke Brünn – Böhmisch Trübau als Teil der k.k. Nördlichen Staatsbahn. Die Züge verkehrten zunächst ohne Halt an Skalice vorbei, erst später wurde eine Bahnstation eingerichtet. Bis zur Mitte des 19. Jahrhunderts blieb Skalice immer nach Boskovice untertänig.
Nach der Ablösung der Patrimonialherrschaften bildete Skalice ab 1850 eine Gemeinde in der Bezirkshauptmannschaft Boskovice. 1852 wurde in Vaculca die Poststation Zlatá studna eingerichtet. Nach dem Erlöschen des Hauses Dietrichstein fielen die Güter 1864 den Grafen Mensdorff-Pouilly zu. Im Jahre 1887 wurde der Ort durch ein Hochwasser des Úmoří überflutet. 1902 wurde durch die Skalitz-Boskowitz–Großopatowitzer Lokalbahn die Eisenbahnstrecke nach Chornice eingeweiht. Im selben Jahr entstand auch das Spritzenhaus.
1933 erfolgte eine teilweise Regulierung des Úmoří. In den Jahren 1939 bis 1941 erfolgten nordwestlich des Dorfes Bauarbeiten für die Reichsautobahn Wien-Breslau. Seit 1948 führt die Gemeinde zur Unterscheidung von gleichnamigen Orten den Namen Skalice nad Svitavou. Seit Beginn des Jahres 1961 gehört Skalice nad Svitavou zum Okres Blansko. Gepfarrt ist das Dorf nach Doubravice nad Svitavou.

## Gemeindegliederung
Für die Gemeinde Skalice nad Svitavou sind keine Ortsteile ausgewiesen.

## Sehenswürdigkeiten
- Kapelle Jungfrau Maria, Helferin der Christen, erbaut 1926 anstelle eines Vorgängerbaus aus dem Jahre 1888
- Schloss Rovná, östlich des Ortes am gleichnamigen Berg
- mehrere Wegekreuze